# Moonlight (pel·lícula de 1914)
Moonlight és una pel·lícula muda nord-americana produïda per l'Éclair America i interpretada per Stanley Walpole, Alec B. Francis, Julia Stuart i Helen Marten que es va estrenar el 8 d'agost del 1914. Narra la història de Paul LeBlanc, un jove seminarista que no pot evitar enamorar-se perdudament. El seu pare, en un intent de que superi aquest amor, rememora els seu propi casament romàntic.

## Repartiment
- Stanley Walpole (Paul LeBlanc)
- Alec B. Francis (pare de Paul)
- Julia Stuart (mare de Paul)
- Belle Adair (Rose Miqueleon)
- Helen Marten